# Forcipomyia basendjiorum
Forcipomyia basendjiorum är en tvåvingeart som beskrevs av Paul Dessart 1962. Forcipomyia basendjiorum ingår i släktet Forcipomyia och familjen svidknott.
Artens utbredningsområde är Kongo. Inga underarter finns listade i Catalogue of Life.